# ちきり伊勢屋
ちきり伊勢屋（ちきりいせや）は、人情噺の演目名。6代目三遊亭圓生が得意とした。
上方では3代目桂南光が登場人物の「白井左近」の名で演じる。
近年では、3代目古今亭志ん朝が、伊勢屋(上)を演じているが、筋は少し異なる。

## あらすじ
易者の白井左近は易が上手く、知人の旗本中川右馬之丞の災難を予言して一命を助けたことから、診てもらいに多くの人が来て大繁盛である。
八月の暮れ、麹町の質屋ちきり伊勢屋の若旦那傳次郎が自身の縁談を見てもらいに来るが、左近は傳次郎に死相が現れているのを見とがめ、来年の二月十五日の正九刻に死ぬ。傳次郎の亡父のむごい商いの祟りが自身にふりかかったものでどうすることもできない。残された人生、自棄にならず善行を積んで来世に望みをつなぐことしかないと告げる。
絶望した傳次郎は店の者に事情を話し、次の日から江戸を歩きまわり貧しい者を助ける。赤坂の喰違坂で首をくくろうとする哀れな母親と娘に百両与えるなど、目についた者や聞きつけた者に惜しげもなく金子を与えるが、いかんせん莫大な資産だけになかなか減らない。ではいっそのこと茶屋遊びをしようと吉原、柳橋を遊び倒し、ようよう財産が尽き果て、店の者に手当を渡して暇をやり身軽となるころ、左近が予言した自分の命日が近づく。　
もう命もあまりない。最期は派手にしてやろうと、傳次郎は、芸者や幇間を呼んで酒盛りをし、近所に自身の葬礼を知らせるうち、とうとう、二月十五日がやってきた。
これから金にあかした葬儀が始まる。傳次郎は立派な死に装束で棺桶に入るがどうしたことか死ねない。菩提寺で大和尚にねんごろな読経をあげてもらい、正九刻に墓に埋めようとしてもまだ生きている。「おい。あたしはまだ生きているよ。」「もう引導を渡しちゃんたんですよ。」「そんなのいらないよ。」「こまった仏様だね。」「葬式の強飯もってこいよ。腹が減ったよ。」「もうありませんよ。」「じゃあ、鰻かなにかあつらえておくれ。」「冗談いっちゃいけねえ。」「おいおい。便所行きたくなってきた。出しておくれ。」これでは葬式どころではない。
結局生きてしまい全財産を失った傳次郎は、友人宅を泊まり歩くがいつまでもそんな暮らしもできず、とうとう宿無しとなってしまう。九月になって、傳次郎は高輪の大木戸で白井左近に出くわし、お前の占いが外れたからこんな目に合ったと抗議すると、左近はもう一度傳次郎の顔を観察し、「あなたが首くくりの母娘を助けたことで父親の悪行の呪いが解けたのだ。八十まで長生きする。」「冗談言っちゃいけませんやね。金もないのに八十まで生きろってんですか。」「いや、相済まない。だが、今お前の顔を見るとな。品川のほうに幸福があると出た。まずはそこへ行くことだ。わたしも人の死相を見たばかりに奉行所に呼ばれて江戸払いとなり、大木戸で細々と暮らしているありさまでな。お詫びと云っては何だけど、ここに二分の金がある。雨降り風間というくらいだから持って行きなさい。」と
云われた傳次郎は折角なので半分の一分金を持って品川にやってくる。
そこで遊び仲間の伊之助に出会う。伊之助も道楽が過ぎて勘当され品川で日雇いの仕事をしているのであった。二人は駕籠屋になり、どうにかこうにか生計を立てるようになる。そんなある晩のこと、品川の遊郭帰りと見える一人の幇間を駕籠に乗せるが、これが以前贔屓してやった一八であった。「おい、一八！」「何だ。・・・駕籠屋なぞに一八呼ばわりされる筋合いはねえや。」「フン。俺の顔を見忘れたかい。・・・ちきり伊勢屋だ。」「あっ！・・・若旦那！・・・どうも」とどちらが客かわからない。傳次郎は「お前の羽織も帯もおれが呉れてやったんだな。」「へい。そのせつはどうも。結構なものを頂戴しまして、ありがとう存じます。」「じゃあ。俺に返してくれ。・・お、そうだ。ついでと云っちゃあ何だけど、一両貸してくれねえか。」「へい。かしこまりました・・・とほほ、こんなところで追剥に合うとは。」
この着物と帯を酒に変えようと、ある質屋に持っていくと、女主人が美しい娘を連れて現れ、「もし、伊勢屋の傳次郎様ではいらっしゃいませんか。」「へい。どなたでいらっしゃいますか。」「私どもは以前赤坂で助けてもらったものでございます。」「ああ・・・そう云えば」「おかげで命も助かり。今、こうしていれるのもみなあなたのおかげでございます。改めてお礼を申し上げます。」「何、わたくしは白井左近の言うままにして全身代失ってこんな有様でございます。」「いいえ。あなたも長生きをしたらいいことがございます。・・・つきましてはうちの娘、ふつつかな者でございますが、嫁にもらってもらえますまいか。もういちどちきり伊勢屋のノレンを挙げてもらえればこんなうれしい事はございません。」
傳次郎は左近の予言はこれだと思い「こんな零落した私をおもらいいただくとは。ありがとうございます。お言葉に従います。」
こうして二人は伊勢屋の店を再興し、ともに八十の長寿を保ち幸せになったという。

## 概略
- 柳派により演じられてきた長編の噺で、ふつうは傳次郎の葬儀までを上、それ以降を下として休憩をはさんで演じられる。洒落た内容であるが、長時間聞かせるにはかなりの技量と体力を要する。歌舞伎でも取り入れられ、大正期に7代目澤村宗十郎が帝国劇場で演じた。
- 4代目柳家小さんの演出では、白井左近は紀州藩に仕えていた学者で、主君への諫言がもとで浪人となり、生活のために占者をしていたら不思議と当たるようになったというものであった。